# 1810 год в литературе

## Книги
- «Блаженство народов» — поэма Ипполита Богдановича (посмертная публикация).
- «Громобой» — первая часть баллады В. А. Жуковского «Двенадцать спящих дев».
- «Дева озера» — поэма Вальтера Скотта.

### Литературоведение
- «О сатире и сатирах Кантемира» — статья В. А. Жуковского.

## Родились
- 8 января — Евгений Фёдорович Корш, русский журналист, издатель (умер в 1897).
- 21 июня — Мануэль Пайно, мексиканский писатель-костумбрист (умер в 1894).
- 28 июня – Мельхиор Мейр, немецкий поэт и писатель (умер в 1871)
- 15 августа — Лауринас Ивинскис (Laurynas Ivinskis), литовский писатель (умер в 1881).
- 16 ноября — Карел Гинек Маха, чешский поэт-романтик (умер в 1836).
- 11 декабря — Альфред де Мюссе (Alfred de Musset), французский поэт, драматург и прозаик (умер в 1857).
- 24 декабря — Адам Станислав Красинский (Adam Stanisław Krasiński), польский церковный деятель, филолог, поэт, переводчик (умер в 1891).

## Умерли
- 13 июня — Иоганн Готтфрид Зойме (Johann Gottfried Seume), немецкий писатель и поэт (родился в 1763).